# Process Simulate
Process Simulate – программный продукт для моделирования и проверки технологических процессов в трехмерной графической среде. Process Simulate входит в состав продуктовой линейки Tecnomatix от компании Siemens PLM Software.

## История продукта
Компания Tecnomatix Corp. была основана в 1983 г. в Израиле. В начале 2005 г. компания Tecnomatix была поглощена компанией UGS Corp. Программное обеспечение Tecnomatix, включая продукт Process Simulate, заняло в линейке решений UGS нишу продуктов для цифровой подготовки производства (MPM). Process Simulate возник в результате развития продукта Robcad. Однако, в отличие от предшественника, продукт Process Simulate изначально был рассчитан на работу в среде PDM/PLM на платформе Windows.
В январе 2007 г. компания UGS была приобретена концерном Siemens AG. C этого момента поставки и поддержка решений Tecnomatix осуществляются компанией Siemens PLM Software.

## Обзор продукта
Process Simulate позволяет выполнять трехмерную симуляцию, технологических процессов с учетом средств автоматизации, роботизации и действий человека-оператора. Результатом моделирования является «цифровой двойник» производства (Digital Twin), который используется для проверки и оптимизации техпроцесса, генерации управляющих программ роботов, виртуальной пуско-наладки автоматизированных линий, обеспечения эргономических требований.
Существует несколько редакций продукта для работы в различной конфигурации:
- Process Simulate on eMServer – для работы совместно с продуктом Process Designer и хранения данных в специализированной базе данных на базе Oracle.
- Process Simulate on Teamcenter – для работы под управлением PLM-системы Teamcenter.
- Process Simulate Standalone – для автономной работы на файловой системе.

Process Simulate имеет базовую функциональность, поддерживающую создание траекторий перемещения, кинематику оборудования, анализ столкновений и др., а также специализированные модули для моделирования различных технологических процессов, роботизации, эргономики и пр.
Process Simulate позволяет моделировать роботизированные процессы – точечную контактную, дуговую, лазерную сварку, нанесение покрытий и уплотнений, механическую обработку, перемещение объектов и др. Целью моделирования является обеспечение возможности выполнения процесса с точки зрения достижимости роботом зоны работ, отсутствия столкновений с деталями, оснасткой и другим оборудованием, расчет времени цикла, проверка применяемого инструмента. Для достижения большей точности симуляции поддерживается технология RRS.
Результат симуляции – проверенные траектории движения – можно экспортировать в виде программного кода на языке контроллера робота, тем самым реализовав метод программирования роботов в режиме offline. По сравнению c программированием в режиме обучения (online) это позволяет исключить или минимизировать время остановок робототехнического комплекса для перепрограммирования.
Для симуляции ручных операций применяется модуль Process Simulate Human, который применяет технологию и цифровой манекен Jack. Включение в симуляцию манекена позволяет учесть эргономические факторы, обеспечить рациональную компоновку рабочих мест и исключить чрезмерные нагрузки на человека-оператора.
Как результат сотрудничества с компанией Bentley Systems, Process Simulate поддерживает импорт геометрии в виде облака точек. Это позволяет выполнять симуляцию в виртуальном окружении без необходимости создания его модели в САПР.
Разнородные процессы, в которых участвует человек, роботы и другое оборудование могут объединяться в единую симуляцию и протекать параллельно, что позволяет создавать цифровые макеты целых производственных зон или ячеек. Симуляция реалистично воспроизводит действия человека, работу вспомогательного оборудования, контроллеров роботов и PLC. Продукт имеет открытый программный интерфейс и позволяет разрабатывать собственные подключаемые модули, расширяющие функциональность.

## Использование
Process Simulate применяется для симуляции производственных процессов и средств автоматизации в таких отраслях, как автомобилестроение , аэрокосмическая и тяжелая промышленность. Кроме того, Process Simulate используется и для более специализированных применений, например для оценки риска здоровью персонала при выполнении операций в радиационно-опасной обстановке (проект ALARA).